# Andy Dick
Andy Dick (født 21. december 1965 i Charleston, South Carolina i USA) er en amerikansk komiker, skuespiller, musiker og fjernsyn/filmproducer. Han er muligvis bedst kendt for sine skildringer af excentriske karakterer i film og tv-serier og sin sensationalistiske og kontroversielle opførsel, der altid er relateret til hans kamp mod ulovlige stoffer og alkohol.
Han var som barn adopteret af Sue og Allan Dick og blev opfostret under Presbyterianisme. Som barn levede han i Connecticut, Pennsylvania, New York, og Jugoslavien.
Dick startede sin fjernsyns komediekarriere som en del af rollebesætningen i sketch komedieprogram The Ben Stiller Show, der blev vist på FOX fra september 1992 til januar, 1993.
I 2001, skabte han showet på MTV kaldet The Andy Dick Show. Serien endte i 2003 efter 3 sæsoner. I 2004, startede han det satiriske reality-tv-program, også på MTV, kaldet The Assistant. Showet gjorde nar af temaer og scener fra The Apprentice, The Bachelor, Queer Eye for the Straight Guy, og Survivor (det amerikansk Robinson Ekspeditionen), blandt andre.
In 2000, havde han en gæsteoptræden i ungdomsfilmen Dude, Where's My Car? med Ashton Kutcher og Seann William Scott i hovedrollerne. Sammen år optrådte han også i teenage komediefilmen Road Trip, hvor han spillede en motelansat. I 2001, havde Dick en gæsteoptræden i Ben Stillers komedie Zoolander som massøsen Olga (Dick havde også haft en gæsteoptræden i Stillers instruktørdebut Reality Bites, tilbage i 1994).
I 1998, lagde han stemme til til skurken Nuka i Disney video-tegnefilmen Løvernes Konge 2: Simbas stolthed. Dick lægger også stemme til Maurice fra radiokanalen WCTR's "Gardening with Maurice" i videospillet Grand Theft Auto: San Andreas og lægger stemme til Aunt Beth i videospillet Marc Eckō's Getting Up: Contents Under Pressure. Han lagde også stemme til Dylan i 'The Reef'.
Den 16. may 16, 2007, blev Dick Grilled i The Howard Stern Show af Artie Lange, Lisa Lampanelli, Reverend Bob Levy, Sal Governale, Shuli, Colin Quinn, Benjy Bronk, Dave Atell, Greg Fitzsimmons, og Yucko the Clown.
Dick var personligt gode venner med de afdøde Phil Hartman, Chris Farley og David Strickland.

## Personlige liv
Dick var gift med Ivone Kowalczyk fra 1986 til 1990, som han har sønnen Lucas med (født i 1988). Han har også to børn fra to forhold. Han identificerer sig selv som biseksuel.

## Filmografi

### Film
- Reality Bites (1994)
- In the Army Now (1994)
- Double Dragon (1994)
- The Cable Guy (1996)
- Best Men (1997)
- Bongwater (1997)
- Løvernes Konge 2: Simbas stolthed (1998) (stemme)
- Inspector Gadget (1999)
- Road Trip (2000)
- Picking Up the Pieces (2000)
- Dude, Where's My Car? (2000)
- Special Delivery (2000)
- Zoolander (2001)
- Scotland, Pa. (2001)
- Old School (ikke krediteret) (2003)
- The Hebrew Hammer (2003)
- Inspector Gadget 2 (2003)
- Hoodwinked! (2006) (voice)
- The Bondage (2006)
- Employee of the Month (2006)
- Danny Roane: First Time Director (2007)
- Blonde Ambition (2007)
- Happily N'Ever After (2007) (stemme)
- The Comebacks (2007)
- The Lindabury Story (2009)
- The 1 Second Film (in production) (2009)
- Daphne Aguilera: Get Into It (i produktion) (2009) (som Daphne Aguilera)
- Funny People (2009)
- Hoodwinked Too! Hood vs. Evil (2010) (stemme)

### Fjernsyn
- The Ben Stiller Show (1992–1993)
- Get Smart (1995)
- The Nanny (1994)
- NewsRadio (1995–1999)
- SGC2C (1997)
- The Andy Dick Show (2001–2002)
- Go Fish (2001 NBC TV Series)
- Less Than Perfect (2002–2006)
- The Assistant (2004)
- Star Trek: Voyager (Message in a Bottle) (1998)
- Americas next top model (2002)
- The Comedy Central Roast of Pamela Anderson (2004)
- The Comedy Central Roast of William Shatner (2005)
- The Gong Show with Dave Attell (2008)